# Новкович, Олег
Олег Новкович (серб. Олег Новковић, 28 марта 1968, Белград) — сербский кинорежиссёр и сценарист. Сын известной активистки Сони Дрлевич.

## Фильмография
- 1991: Затмение/ Помрачење
- 1993: Скажи, почему ты меня оставил/ Кажи зашто ме остави (дипломный фильм)
- 1995: Сложна браћа (телесериал, коллективный проект)
- 2001: Нормальные люди/ Нормални људи
- 2006: Завтра утром/ Сутра ујутру, по сценарию Милены Маркович (Гран-при и премия ФИПРЕССИ на Фестивале молодого кино Восточной Европы в Котбусе, премия МКФ в Карловых Варах)
- 2010: Белый-белый свет/ Бели, бели свет, по собственному сценарию в соавторстве с Миленой Маркович (премия МКФ в Локарно, специальное упоминание МКФ в Мар-дель-Плата)